# Lecture performée
Pour un article plus général, voir Lecture publique.

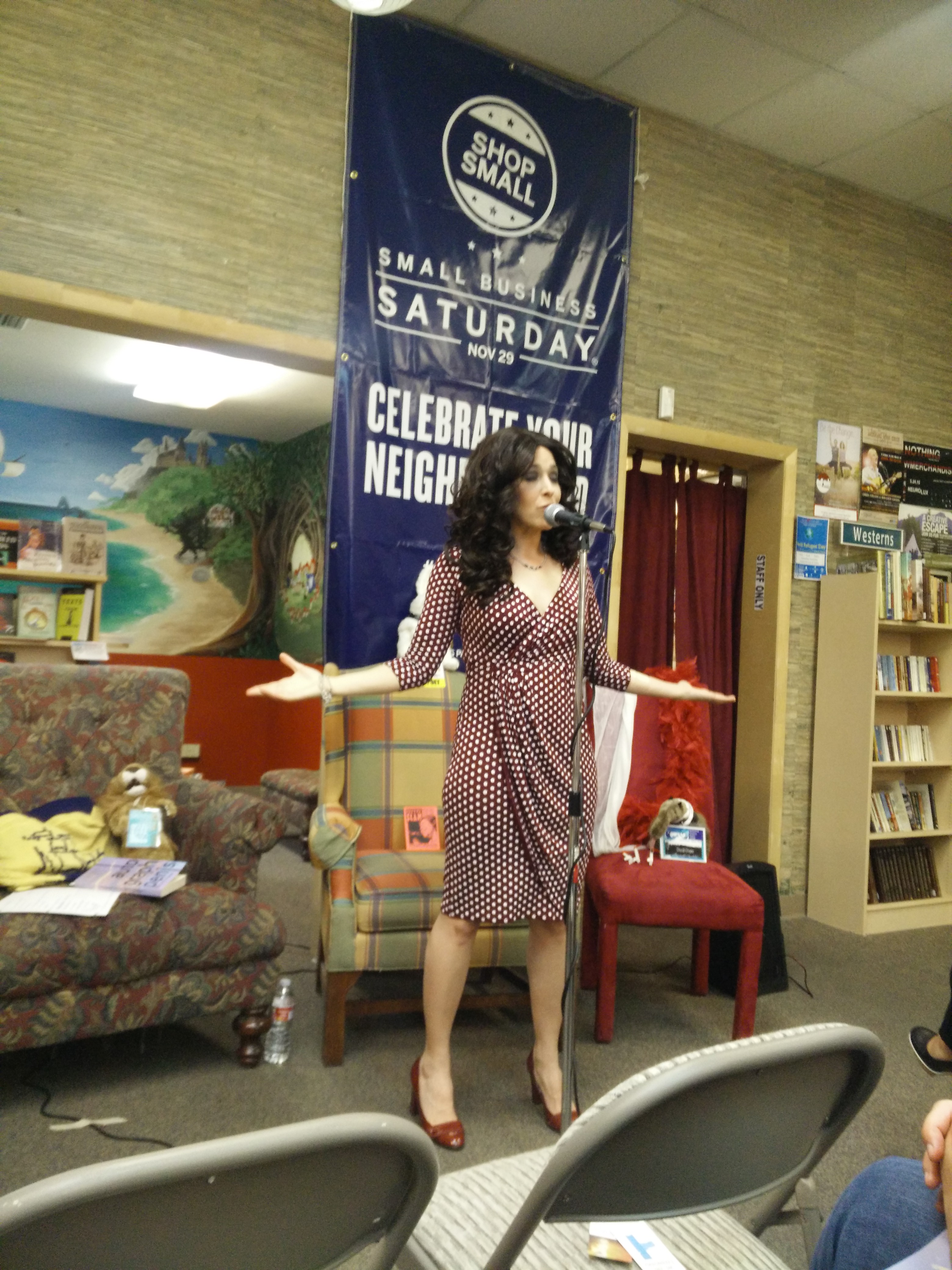
Voici un exemple de lecture performance, dans laquelle une autrice effectue une lecture publique de son livre. V

La lecture performée ou lecture-performance est une lecture publique de textes poétiques ou littéraires. Elle est effectuée le plus souvent par son auteur dans un esprit qui s'apparente à celui de la performance. Elle peut convoquer tous les arts et techniques du théâtre et de la scène. La poésie et la littérature sont cependant toujours au premier plan, contrairement à la poésie-performance.

## Histoire
La lecture-performance trouve son origine dans le mouvement général de la performance et du happening du XXe siècle. Elle trouve aussi son origine aux États-Unis dans le Spoken word de la Beat Generation, dénommée aussi Reading poetry, avec sa variante actuelle de la Poetry reading. Un embryon a également vu le jour en France sous le nom de poésie action par les poètes sonores, terme utilisé par Bernard Heidsieck, Serge Pey et Julien Blaine, qui est aussi utilisé dans le monde anglo-saxon (Action poetry).
Toutefois, si on repart des paroles de Richard Kostelanetz comme quoi toutes ces recherches reposent sur « le langage, dont le principal moyen de cohérence est le son, plutôt que la syntaxe ou la sémantique », la lecture performée en prend le contre-pied, restant avant tout basée sur la sémantique. En février 2010 Jacques Roubaud écrit un article en partie orienté contre la poésie-performance qu'il qualifie de poésie « vroum-vroum » Christian Prigent, entre autres, lui fera une réponse.
Christian Prigent, Serge Pey et Charles Pennequin en sont les premiers représentants en France.

## Lecture performée ou lecture-performance
Elle peut prendre de multiples formes, être amplifiée, déambulée, ou simplement dite et projetée sur un fond sonore. Toute lecture performée est une création, à distinguer et séparer du texte origine.
- Nadine Agostini, avec la vitesse du déploiement d'un jeu d'assonances phonétiques
- Édith Azam et sa lecture frénétique et répétitive[4]
- Julien Blaine, qui utilise beaucoup le cri[5]
- Antoine Boute performe ses polars entrecoupés parfois de sons diphoniques à la manière des chants mongols.
- Ivar Ch'Vavar, avec la vidéaste Mathilde Leroy et le bruitiste Emmanuel Mailly[6]
- Patrick Dubost, qui lit, au festival Voix Vives de Méditerranée en Méditerranée de Sète[7], en décalé par-dessus sa voix préenregistrée[8]
- Yvon Le Men
- Alain Marc, lisant des poésies visuelles de Pierre Garnier[9], ou lors de sa rencontre avec le jongleur Vincent de Lavenère[10]
- Michèle Métail, avec des supports de lectures variables
- Valère Novarina qui, quand il lit, performe son texte feuilles à plat devant ses yeux[11]
- Charles Pennequin et son travail de lecture ou d'improvisation textuelle accompagnée de musique avec Jean-François Pauvros ou utilisant un mégaphone
- Serge Pey, qui lit dans une sorte de transe ses poèmes écrits sur des bâtons avec des grelots aux pieds[12]
- Christian Prigent qui utilise la voix déformée électroniquement pour faire ses lectures-performances[13]
- Vincent Tholomé et la vocaliste Maja Jantar[14]
- Laurence Vielle

## Liste de poètes performeurs
Voir la catégorie Poète performeur français ainsi que la catégorie Poète performeur.

### Thèse
- Ellen Zweig, Performance Poetry : Critical Approaches to Contemporary Intermedia, Michigan University, 1980.

### Articles et dossiers
- Gil Jouanard, « Performance ou jogging ? », dossier Poésie - Performance (avec une présentation de Pierre Lartigue et plusieurs entretiens sur la poésie montée et lue sur scène au théâtre), revue Action poétique, no 88, été 1982.
- Christian Prigent, « La voix-de-l'écrit », L'Écriture ça crispe le mou..., collection « Le Livre en voix » (avec un CD d'une lecture de l'auteur), éditions Alfil, septembre 1997.
- Alain Marc, chronique « (Non la lecture mais la mise en voix en espace sur scène ou) la performance, contre le naufrage de la poésie », revue Contre Vox, no 6, HB éditions, Aigues-vives, février 1999 ; repris sous forme de tracts à l'occasion du Printemps des poètes, Beauvais, mars 2000[15].